# Once Were Warriors 2 - Cinque anni dopo
Once Were Warriors 2 - Cinque anni dopo (What Becomes of the Broken Hearted?) è un film del 1999 diretto da Ian Mune. È il sequel di Once Were Warriors - Una volta erano guerrieri.

## Trama
Abbandonato da Beth, Jake vive una nuova relazione sentimentale. Incurante del destino dei suoi figli, Jake trascorre il suo tempo al solito pub tra birre e risse. A rompere la routine è la notizia che suo figlio Nig è morto durante uno scontro fra bande. Di per sé la morte del ragazzo non turba molto Jake, il quale dopo il funerale torna a fare la solita identica vita di prima, finché una sera, al culmine dell'ennesima rissa, picchia anche la sua nuova compagna, la quale gli sbatte in faccia la realtà: Jake è infatti odiato da tutti, proprio perché lui non sa essere altro che Jake "la Furia". Dopo ciò, una volta tornato a casa, si rende conto di quanto siano vere quelle parole e, distrutto dai sensi di colpa, scoppia a piangere. Il giorno seguente va a cercare suo figlio minore Sonny, entrato in una gang per vendicare il fratello, ben deciso ad aiutarlo. Tuttavia, scopre che Sonny è stato rapito dalla sua stessa banda. A questo punto Jake si getta all'inseguimento e, una volta raggiunta la Roccaforte, mosso dall'adrenalina in corpo e dal risvegliato istinto protettivo nei confronti del figlio, diventa una vera e propria macchina da distruzione e, facendo ricorso a quella che è sempre stata la sua unica arma, riempie di botte l'intera gang.
Il film termina con il padre e figlio ormai riconciliati che si dirigono verso casa.